# Singapore Sling

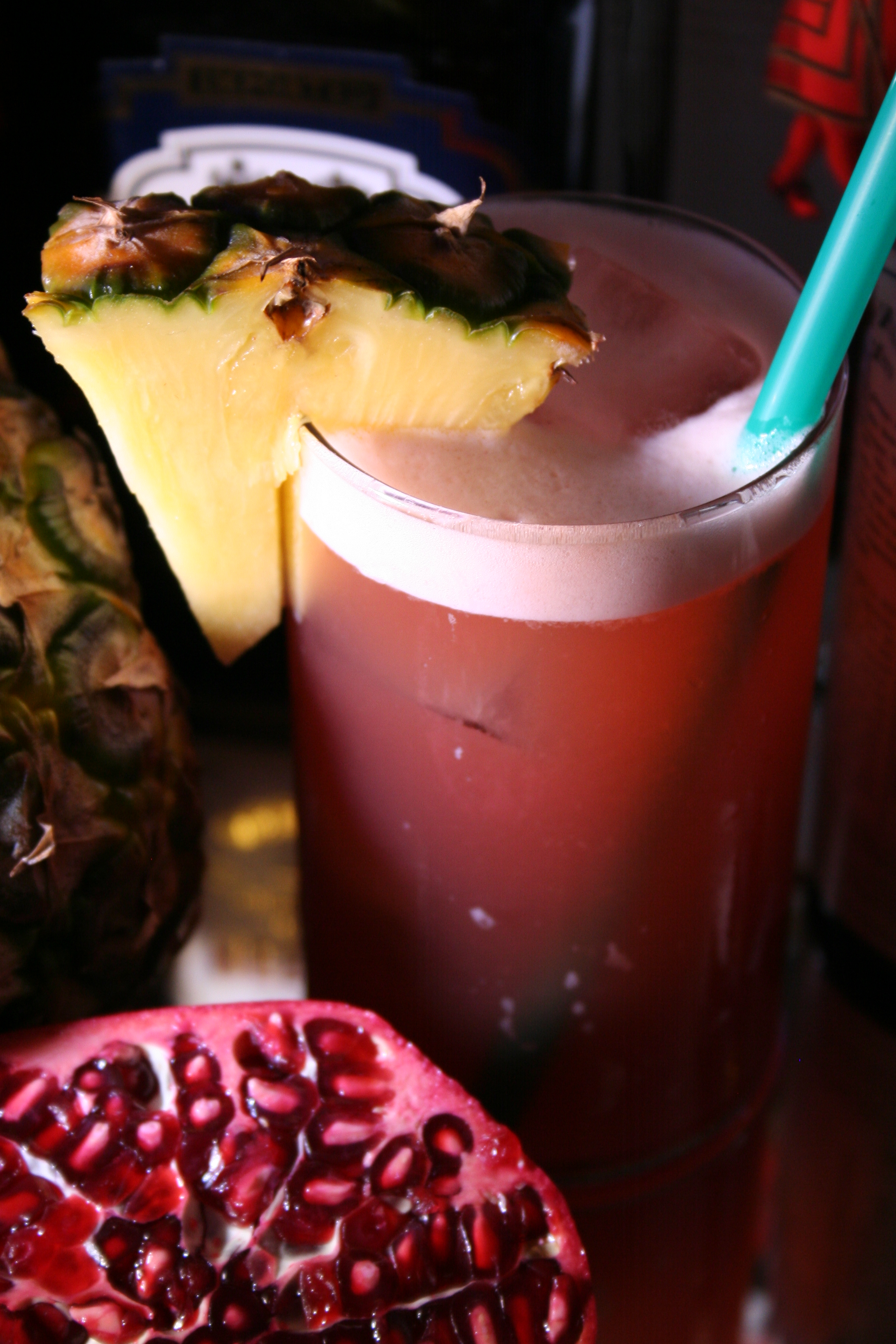
Singapore Sling

Singapore Sling ist ein fruchtig-aromatischer Cocktail aus Gin, Kirschlikör, Bénédictine und weiteren Zutaten. Trotz des Namens handelt es sich bei der heute üblichen Version streng genommen nicht um einen Sling, sondern eher um einen Punch. Der Longdrink dient als Signature Drink (Aushängeschild) des Raffles Hotel in Singapur. Sein Vorläufer bzw. die ursprüngliche Version eines Singapore Sling ist heute als Straits Sling bekannt.

## Geschichte
Die Slings bilden eine sehr alte Gruppe von Mixgetränken und bestanden ursprünglich – nach einer Definition von 1675 – aus einer Spirituose, Zucker und Wasser, sowie optional etwas Muskatnuss. Dementsprechend wurde auch 1806 das damals noch neue Wort „Cocktail“ als „bittered sling“ definiert, also als ein mit Cocktailbitter gewürzter Sling. Es gab auch Sling-Varianten mit Sodawasser, Zitronenscheiben, Zitronenschale oder Zitronensaft, jedoch keine, die andere Früchte oder Fruchtsäfte enthielten.

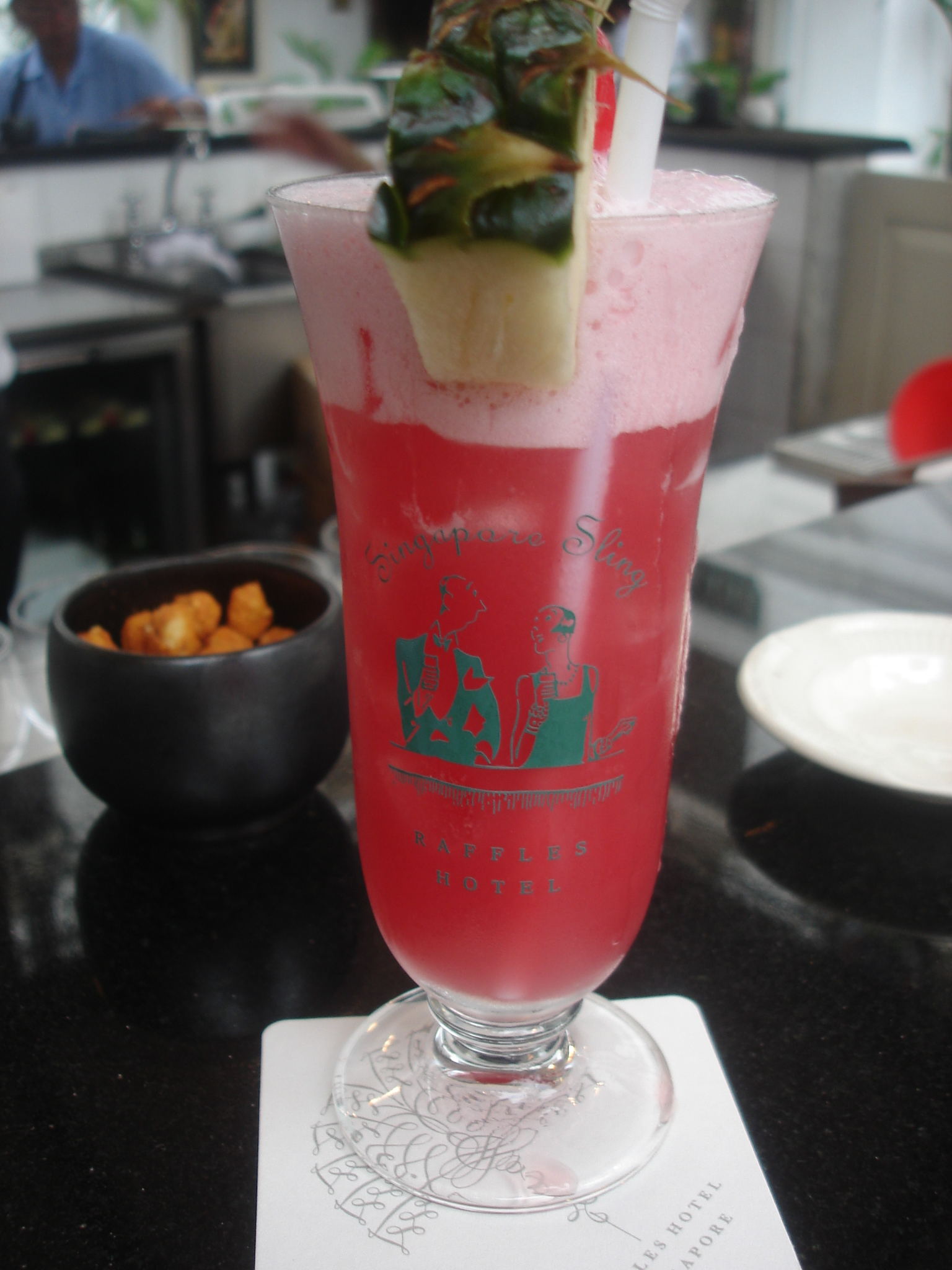
Ein Singapore Sling, wie er im Raffles Hotel serviert wird.

Um 1900 wurden in Singapur dann Slings mit Gin und Cherry Brandy gemixt, wie der Cocktail-Historiker David Wondrich 2011 anhand von alten Zeitungsberichten herausfand. Damals war Singapur eine britische Kronkolonie und Bestandteil der Straits Settlements. Von dieser  zeitgenössischen Bezeichnung der Stadt stammt auch die Bezeichnung Straits Sling. Die damaligen Singapore oder Straits Slings galten zum Teil als unfein, wie ein von Wondrich zitierter Artikel des Singapore Weekly von 1913 nahelegt, dem zufolge  sie an der Bar des örtlichen Singapore Cricket Club nicht serviert wurden, es sei denn, man bestellte nach einzelnen Zutaten: Gin, Cherry Brandy, Limettensaft und Bénédictine sowie Eis und Wasser. Wenig später, um 1915, soll an der Long Bar des Raffles Hotels jener Sling entstanden sein, den das Hotel als die Urform des Singapore Sling sieht. Er wird dem Barkeeper Ngiam Tong Boon zugeschrieben, die Rezeptur ist allerdings nicht überliefert. Geschmacklich dürfte es sich um einen mehr oder weniger typischen Straits Sling jener Zeit gehandelt haben, sich also vom heute servierten Singapore Sling deutlich unterscheiden.
In der Fachliteratur wird ein Straits Sling erstmals 1922 erwähnt, bestehend aus Gin, Cherry Brandy, Bénédictine, Zitronensaft, Orangen- und Angosturabitter und Sodawasser. Die Bezeichnung Singapore Sling verwendet erstmals Harry Craddock in seinem einflussreichen Savoy Cocktail Book aus dem Jahr 1930. Er besteht aus Gin, Cherry Brandy und Zitronensaft und wird mit Sodawasser aufgefüllt. Direkt darunter folgt das Rezept eines Straits Sling für sechs Personen, der die gleichen Zutaten enthält, jedoch zusätzlich mit Bénédictine und Cocktailbitter verfeinert wird.
Die Rezeptur des heute im Raffles Hotel servierten, fruchtigen Singapore Sling mit Ananassaft, Grenadine und Orangenlikör wurde erst um 1936 notiert.

## Zubereitung

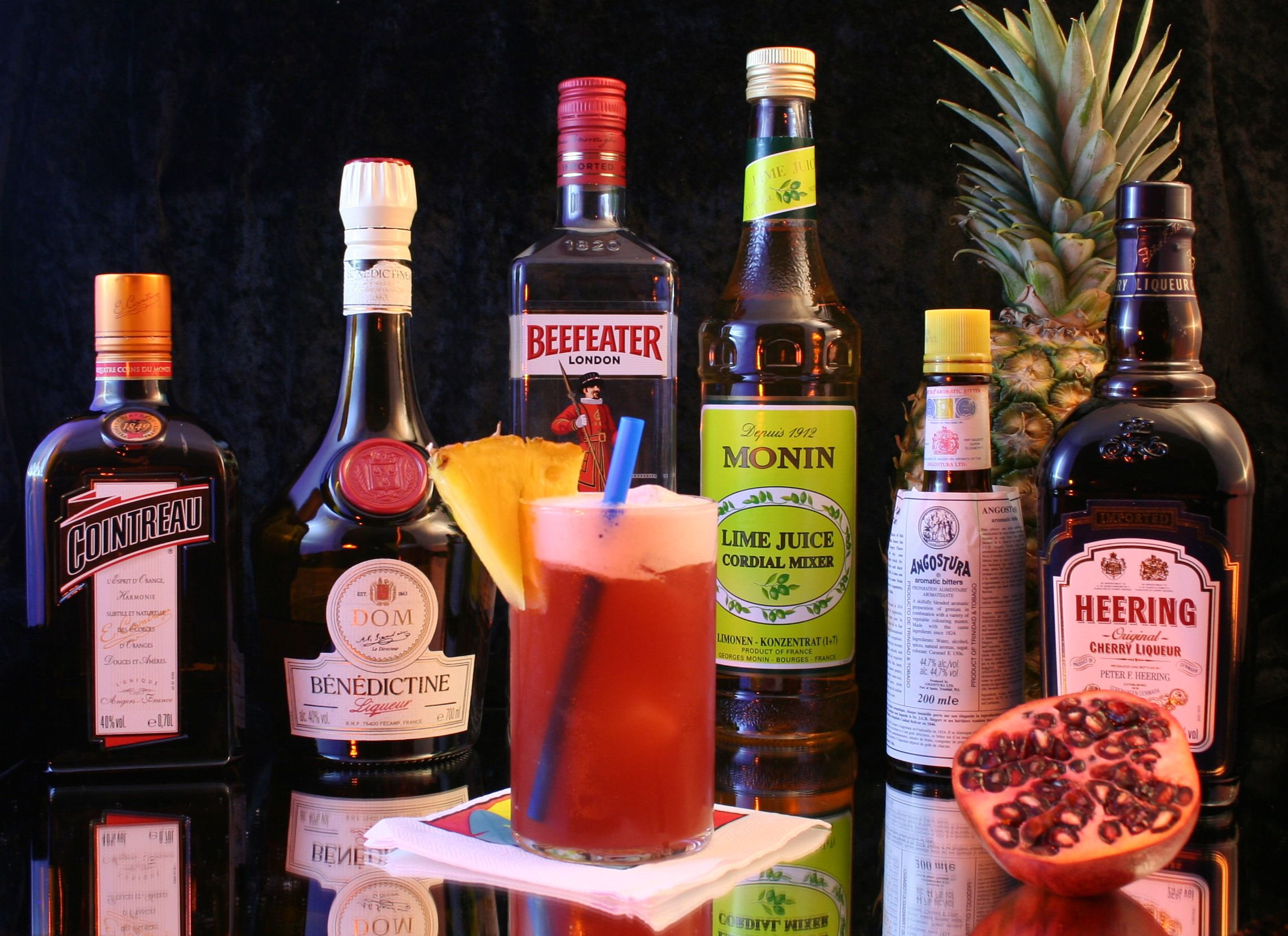
Singapore Sling mit typischen Zutaten.

Für einen Singapore Sling nach heutigem Raffles-Rezept werden 3 cl Gin, 1,5 cl Kirschlikör (im Raffles: Cherry Brandy), 1 ½ BL Triple Sec (Orangenlikör, im Raffles: Pierre Ferrand Dry Curacao), 1 ½ BL Bénédictine, 1 cl Grenadine oder Granatapfelsirup, 1,5 cl Limettensaft, 1 Dash (Spritzer) Angosturabitter und 12 cl Ananassaft im Cocktail-Shaker auf Eis geschüttelt und in ein mit Eiswürfeln gefülltes Gästeglas abgeseiht. Diese Version ist auch – mit identischer Rezeptur – einer der Offiziellen Cocktails der International Bartenders Association und wird in der Gruppe der Contemporary Classics geführt (etwa: „zeitgenössische Klassiker“). Daneben gibt es noch zahlreiche Vereinfachungen mit weniger Zutaten sowie eine große Zahl an Varianten mit anderen Zutaten und Mischungsverhältnissen.
Ein Straits Sling kommt ohne Fruchtsaft, Grenadine und Orangenlikör aus, enthält dafür aber Sodawasser, und wird zum Beispiel aus 4 cl Gin, 2 cl Zitronensaft, je 1 cl Cherry Brandy und Bénédictine und je 1–2 Dashes Orangen- und Angosturabitter zubereitet. Die Zutaten werden auf Eis geschüttelt, auf frisches Eis in ein Longdrinkglas abgeseiht und mit etwa 4 cl Sodawasser aufgefüllt.

## Kirschlikör, Cherry Brandy und Cherry Heering
In vielen Rezepten für Singapore Sling wird Cherry Brandy verlangt, teilweise auch Cherry Heering. Cherry Brandy ist eine Gattungsbezeichnung für einen bestimmten Typ Kirschlikör. Ursprünglich musste seine alkoholische Basis zumindest teilweise aus Brandy bzw. einem Kirschdestillat (Kirschwasser) bestehen. Dies ist bei der dänischen Traditionsmarke Cherry Heering nicht der Fall. Heute dürfen in der EU aber auch andere, aus Neutralalkohol hergestellte Kirschliköre die Verkehrsbezeichnung Cherry Brandy tragen. Trotz der Unterschiede wurden und werden die Begriffe Cherry Brandy und Kirschlikör (engl. cherry liqueur) vor allem im angelsächsischen Raum teilweise synonym verwendet. Oft wird auch Cherry Heering als empfehlenswerter Cherry Brandy angeführt. Cherry Brandy-Kirschliköre werden heute von zahlreichen Likörherstellern produziert.